# Eyal Weizman
Eyal Weizman (hebreo: איל ויצמן; Haifa, 1970) es un arquitecto israelí residente entre Tel Aviv y Londres. Tras haberse graduado en la capital británica, colaboró con Zvi Hecker en Berlín. En asociación con el arquitecto Rafi Segal, llevó a cabo la reconstrucción del Ashdod Museum of Art, inaugurado en 2003, y proyectos para el Itim Theatre Company y para el Tel Aviv Museum. La exposición y el catálogo A Civilian Occupation, The Politics of Israeli Architecture que editó y comisarió junto con Rafi Segal, fueron prohibidos por la Asociación Israelita de Arquitectos, pero se mostraron posteriormente en la Storefront Gallery for Art and Architecture de Nueva York, en el Kunst-Werke Institute for Contemporary Art de Berlín y en el Witte de With Center for Contemporary Art de Róterdam, entre otros. El catálogo ha sido publicado por Babel Press y Verso Press en 2003. Weizman ha sido profesor de arquitectura en la Bartlett School of Architecture de Londres, en la Universidad de Artes Aplicadas de Viena, y en el Technion de Haifa. Ha dirigido investigaciones para la organización B'tselem sobre las violaciones de los derechos humanos a través de la arquitectura y el urbanismo en Cisjordania. Ha sido publicado internacionalmente. Otros libros suyos son Yellow Rhythms (Uitgeverij 010 Publishers, 2000) y Random Walk (AASF, 1998).